# Réjean Ducharme

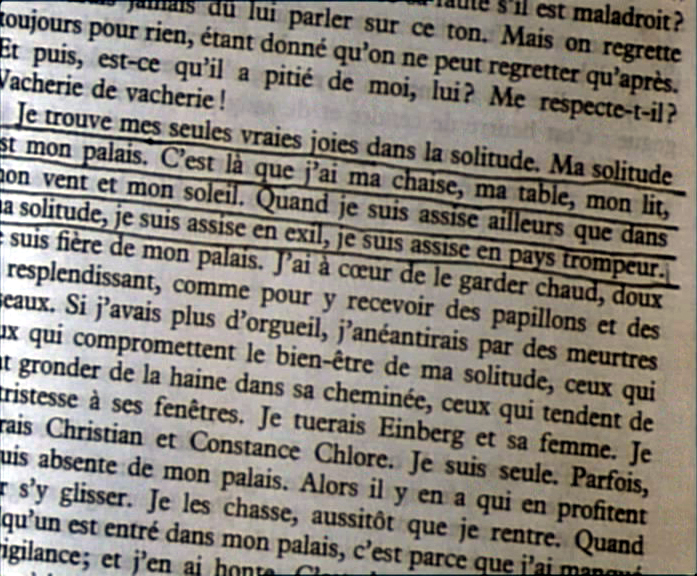
Un párrafo del libro L'Avalée des avalés

Réjean Ducharme (Saint-Félix-de-Valois, Quebec, Canadá; 12 de agosto de 1941-Montreal, Canadá; 21 de agosto de 2017) fue un escritor, dramaturgo, guionista y escultor canadiense.
Vivió siempre en Montreal, pero lo hacía en un total secreto. Algunos dudaban incluso de que Réjean Ducharme fuera su verdadero nombre. La leyenda dice que recorría la ciudad, caminando durante varias horas al día y recogiendo diversos desechos de los que se servía para hacer sus esculturas.
En las últimas cuatro décadas, el artista rechazaba toda propuesta para realizar entrevistas y no hacía ninguna aparición pública. Apenas existen dos fotografías suyas y solamente algunas cartas que fueron publicadas en los diarios al principio de su carrera.

## Sus comienzos
Réjean Ducharme conoció un éxito inmediato tras la aparición en 1966 de su primera novela, L'Avalée des avalés (en español, El valle de los avasallados), que lo consagró instantáneamente como uno de los grandes escritores quebequenses de su generación. A pesar de la juventud de su autor, la novela fue nominada para el premio Goncourt.

## Temas abordados
La infancia y el rechazo del mundo de los adultos son los temas que se encuentran más frecuentemente en la obra de Ducharme. La heroína de L'avalée des avalés es una niña, Bérénice; los personajes principales de Le nez qui voque son adolescentes separados del mundo. Las referencias a estos sujetos en particular, junto con el secretismo que rodeaba la vida íntima del autor, han exagerado las comparaciones entre Réjean Ducharme y el también norteamericano J. D. Salinger, aunque este último renunció totalmente a la vida pública y dejó de publicar en 1963, contrariamente a Ducharme, quien había continuado su carrera literaria y artística.
En su obra, Réjean Ducharme se distinguió por recurrir frecuentemente a los juegos de palabras, a los neologismos y a las invenciones del lenguaje, lo que le dio un estilo particularmente vivo y único. Contrariamente a varios de sus contemporáneos de los años 1960 y 1970, no escribía en joual, aunque sí se encuentran a veces en sus trabajos expresiones locales propias de Quebec.

## Canciones, cine y artes visuales
Réjean Ducharme escribió algunas canciones importantes del repertorio de Robert Charlebois, tales como «Mon pays», «Heureux en amour» y «Le Violent seul».
En el cine, colaboró en los guiones de dos películas de Francis Mankiewicz: Les Bons Débarras, en 1980, y Les Beaux Souvenirs, en 1981.
En su faceta de escultor, sus obras, que él llamaba trophoux (trofeos), están firmadas con el nombre de Roch Plante.
En la película de culto Léolo, de 1992, el personaje principal pasa gran parte de su tiempo leyendo y pensando en L'Avalée des avalés.

## Una cita del libroL'Avalée des avalés
« Je suis seule. Je n'ai qu'à me fermer les yeux pour m'en apercevoir. Quand on veut savoir où on est, on se ferme les yeux. On est là où on est quand on a les yeux fermés: on est dans le noir et dans le vide. »
«Estoy sola. No tengo más que cerrar los ojos para darme cuenta. Cuando uno quiere saber donde está, cierra los ojos. Estamos donde nos encontramos cuando tenemos los ojos cerrados: estamos en la oscuridad y en el vacío.»

## Obra

### Novela
- El valle de los avasallados (Gallimard), 1966), traducida como "El valle de los avasallados" por Ediciones Doctor Domaverso (Madrid, 2009), primera edición en español.
- Le nez qui voque (Gallimard, 1967), traducida como "La nariz equívoca" por Miguel Rei en Ediciones Doctor Domaverso (Madrid,2014)
- L'Océantume (Gallimard, 1968) traducida como "La Oceanada" por Miguel Rei en Ediciones Doctor Domaverso (Madrid, 2012), primera edición en español.
- La Fille de Christophe Colomb (Gallimard, 1969)
- L'Hiver de force (Gallimard, 1973)
- Les Enfantômes (Lacombe, 1976)
- Dévadé (Lacombe, 1990)
- Va savoir (Gallimard, 1994)
- Gros Mots (Gallimard, 1999)

### Teatro
- Le Cid maghané (1968) (no publicada)
- Le Marquis qui perdit (1969) (no publicada)
- Ines Pérée et Inat Tendu (1976) (publicada por Leméac en 1976)
- Ha ha!... (1978) (publicada por Gallimard en 1982)

### Otros
- Trophoux (Lanctôt, 2004): catálogo de obras plásticas de Roch Plante.

## Premios recibidos
- 1973, Premio del Gouverneur général
- 1974, Premio Littéraire Canada-Communauté Française de Belgique
- 1976, Premio Québec París, Les Enfantômes
- 1982, Premio du Gouverneur général
- 1983, Premio littéraires du Journal de Montréal
- 1990, Premio Gilles-Corbeil
- 1994, Premio Athanase-David
- 1994, Premio del Gouverneur général
- 2000, Oficial de l'Ordre national du Québec